# Невероятные расследования котёнка Хакли
Невероятные приключения котёнка Хакли (англ. Busytown Mysteries, также Hurray for Huckle!) — канадский мультсериал, создан Cookie Jar Entertainment по мотивам книг для детей дошкольного возраста писателя Ричарда Скарри. В настоящее время транслируется в Канаде в рамках блока Kids' CBC канала CBC Television, в Соединённом Королевстве на канале Tiny Pop и в Соединённых Штатах как часть блока Cookie Jar TV на CBS. Действие разворачивается в Бизитауне, где котёнок Хакли (с сестрой Салли и червячком Лоули) разгадывает тайны, исследуя улики.
Режиссёром первого сезона был Кен Каннингэм, а продюсером — Кристин Дэвис. Анимация для него была произведена Heli Digital Inc. Дальнейшая продукция была возложена на компании Fearless Films и Supersonics Productions Inc. В 2009 первый сезон выиграл премию CFTPA за лучшую программу для детей и премию «Пульчинелла» за лучший мультсериал для детей дошкольного возраста на престижном итальянском фестивале «Cartoons on the Bay».
Второй сезон был срежиссирован Ларри Джейкобсом под последующим руководством Кена Каннингэма и спродюсирован Генной дю Плесси и Одри Величкой.

## Персонажи

### Главный герой
- Хакли — расследователь.

### Второстепенные
- Жук Баглл — объявляет новости.